# Worgaschor
Worgaschor (Komi und russisch Воргашо́р, wiss. Transliteration Vorgašor) ist eine Siedlung städtischen Typs in der Republik Komi (Russland) mit 12.044 Einwohnern (Stand 14. Oktober 2010).

## Geographie
Die Siedlung liegt jenseits des nördlichen Polarkreises im westlichen Vorland des Polarural, etwa 900 km Luftlinie nordöstlich der Republikhauptstadt Syktywkar.
Worgaschor gehört zum Stadtkreis Workuta und ist vom Stadtzentrum 15 km in nordwestlicher Richtung entfernt.

## Geschichte
Die heutige Siedlung entstand ab Anfang der 1960er-Jahre, als dort an der westlichen Flanke des Steinkohlebeckens von Workuta mit der Errichtung eines Bergwerks begonnen wurde. 1964 erhielt der Ort den Status einer Siedlung städtischen Typs, zunächst in der Schreibweise Worga-Schor nach dem Namen eines in der Gegend entspringenden Flüsschens (Komi für Bach am Rentierpfad). Diesen Namen trug seit 1956 bereits die wenig südlich gelegene Siedlung beim Schacht Nr. 19, der zwischen 1944 und 1958 bei der Nachbarsiedlung Komsomolski abgeteuft wurde.
Die Zeche Worgaschorskaja förderte am 4. November 1975 die erste Kohle und erreichte ihre projektierte Förderleistung von täglich 15.000 Tonnen Kohle im August 1979. In den 1980er-Jahren gab es Pläne, Worgaschor und die Nachbarsiedlungen zu vereinigen und ihnen das Stadtrecht zu verleihen, von denen aber spätestens wegen der Wirtschaftskrise und dem damit verbundenen Produktions- und Einwohnerrückgang nach dem Zerfall der Sowjetunion wieder Abstand genommen wurde.
Anfang der 1990er-Jahre machte Worgaschor durch große Streikaktionen der Steinkohlekumpel auf sich aufmerksam, bei denen Lohnerhöhungen gefordert, aber auch politische Forderungen gestellt wurden.

### Bevölkerungsentwicklung
| Jahr | Einwohner |
| ---- | --------- |
| 1970 | 11.812    |
| 1979 | 18.488    |
| 1989 | 24.869    |
| 2002 | 19.100    |
| 2010 | 12.044    |

Anmerkung: Volkszählungsdaten

## Wirtschaft und Infrastruktur
Ortsbildendes Unternehmen ist die Steinkohlezeche Worgaschorskaja, die von WorkutaUgol („Workuta-Kohle“) betrieben wird, einer von Severstal kontrollierten Gesellschaft. Die Zeche ist mit einer jährlichen Förderleistung von vier Millionen Tonnen der größte Steinkohleproduzent im europäischen Teil Russlands. Die Zeche liegt etwa 7 km westlich der Siedlung.
Siedlung und Zeche sind über eine Eisenbahnstrecke (nur Güterverkehr) an die Petschora-Eisenbahn angeschlossen, deren südlicher Zweig bei der Station Chanowei 33 km südlich von Workuta von dieser abzweigt und deren nördlicher Teil von Worgaschor vorbei an mehreren anderen Bergwerken und zugehörigen Siedlungen (Promyschlenny, Sewerny, Oktjabrski; heute teils aufgegeben) wieder nach Workuta führt („Ring von Workuta“). Straßenverbindung besteht ebenfalls nach Workuta.